# Mammillaria backebergiana
Espèce
Statut de conservation UICN

 DD  : Données insuffisantes
Statut CITES
Mammillaria backebergiana est une espèce de cactus du genre Mammillaria qui doit son nom au collectionneur de cactées, Curt Backeberg.  Il a été décrit par le naturaliste allemand Buchenau.

## Description
Mammillaria backebergiana croît plutôt solitaire selon une forme cylindrique qui peut atteindre trente centimètres de hauteur et de cinq à six centimètres de diamètre. Ses axilles sont dénudées avec peu de soies. Elles ont une à trois épines centrales, droites, de couleur brune tirant sur le jaune, qui mesurent entre 0,7 et 0,8 cm. Ses épines radiales au nombre de dix à douze sont blanc-jaunâtre à pointes brunes. Elles mesurent entre 0,8 et 1 cm et foncent avec l'âge.
Ses fleurs de couleur pourpre, qui s'épanouissent en couronnes en dessus de la colonne cylindrique, mesurent de 1,8 à 2 cm de longueur et de 1 à 1,3 cm de diamètre. Ses fruits blanchâtres en dessous et verdâtres en dessus contiennent des graines brunes.

## Répartition
Mammillaria backebergiana est endémique du Mexique, dans les zones arides de l'État de Mexico, de l'État de Guerrero et de l'État de Michoacán.

## Habitats
Zones arides.

## Synonymes
- Mammillaria ernestii Fittkau, 1971
- Mammillaria isotensis Repp., 1987
- Mammillaria backebergiana var. ernestii (Fittkau) Glas & Foster, 1979

## Liste des sous-espèces
Selon Catalogue of Life (12 mars 2016) :
- sous-espèce Mammillaria backebergiana subsp. backebergiana
- sous-espèce Mammillaria backebergiana subsp. ernestii (Fittkau) D.R.Hunt: sa première description a été faite en 1971 par Hans Werner Fittkau (1913–2002) en tant que Mammillaria ernestii.  David Richard Hunt l'a classé en 1997 comme sous-espèce de Mammillaria backebergiana. On ne le trouve que près de Tonatico, dans l'État de Mexico. Il est de couleur vert foncé avec une seule épine centrale.